# Municipio de Montgomery (condado de Marion)
El municipio de Montgomery (en inglés: Montgomery Township) es un municipio ubicado en el condado de Marion en el estado estadounidense de Ohio. En el año 2010 tenía una población de 2330 habitantes y una densidad poblacional de 31,64 personas por km².

## Geografía
El municipio de Montgomery se encuentra ubicado en las coordenadas 40°36′31″N 83°21′29″O / 40.60861, -83.35806. Según la Oficina del Censo de los Estados Unidos, el municipio tiene una superficie total de 73.64 km², de la cual 73,64 km² corresponden a tierra firme y (0 %) 0 km² es agua.

## Demografía
Según el censo de 2010, había 2330 personas residiendo en el municipio de Montgomery. La densidad de población era de 31,64 hab./km². De los 2330 habitantes, el municipio de Montgomery estaba compuesto por el 96,31 % blancos, el 0,34 % eran afroamericanos, el 0,09 % eran amerindios, el 0,09 % eran asiáticos, el 1,37 % eran de otras razas y el 1,8 % eran de una mezcla de razas. Del total de la población el 4,72 % eran hispanos o latinos de cualquier raza.